# Золота стріла (фільм)
«Золота стріла» — радянський телефільм 1980 року, знятий режисером Сайдо Курбановим на кіностудії «Таджикфільм».

## Сюжет
Телефільм. Режисерський дебют у кіно Сайдо Курбанова. Про легенду таджицького спорту, абсолютну чемпіонку світу зі стрільби з лука та призера Олімпійських ігор, Зебунісо Рустамової. Студентка Анор здобула звання чемпіонки країни зі стрільби з лука. У цьому є чимала заслуга її тренера. Щоб прийти до перемоги, їй багато довелося подолати в непросто складних відносинах між ними.

## У ролях
- Світлана Петросьянц — Анор Мірзоєва
- Алі Мухаммад — Шаріф Хасанов, тренер
- Рустам Назаров — Бахром, друг Анор
- Марат Аріпов — Султан Ібрагімович, викладач в інституті
- Юрій Горобець — «Дід», тренер
- Семен Морозов — Гриня, гонщик
- Марат Хасанов — Санат, дядько Аноре
- Лора Умарова — Нігіна, сестра Шаріфа
- Анатолій Вєдьонкін — епізод
- Ґуля Астанова — лучниця
- Лола Тайгуншоєва — лучниця
- Галина Кухальська — акушерка
- Лайлі Сулейманова — епізод

## Знімальна група
- Режисер — Сайдо Курбанов
- Сценарист — Олександр Мар'ямов
- Оператор — Володимир Дмитрієвський
- Композитори — Геннадій Александров, Кудратулло Ях'яєв
- Художник — Абдусалом Абдуллаєв